# Acrostira euphorbiae
Acrostira euphorbiae är en insektsart som beskrevs av Garcia-becerra och Oromi 1992. Acrostira euphorbiae ingår i släktet Acrostira och familjen Pamphagidae. IUCN kategoriserar arten globalt som akut hotad. Inga underarter finns listade i Catalogue of Life.